# Hatfield and the North (band)
Hatfield and the North was een Britse rockband, waarschijnlijk het best in te delen in het genre van de progressieve rock. Het is een van de centrale bands van de Canterbury-scene in de Britse popmuziek.

## Geschiedenis
Hatfield and the North ontstond in het najaar van 1972. De naam werd ontleend aan de richtingsborden die het verkeer uit Londen de weg wezen naar de A1 die via Hatfield naar het noorden loopt. De richting werd op deze borden aangeduid als Hatfield & The North. De bandleden kwamen met name voort uit de oudere bands Delivery (Phil Miller, Pip Pyle) en Matching Mole (David Sinclair) en Caravan (Richard Sinclair). Deze oorspronkelijke bezetting maakte geen plaatopnamen. Desondanks stond de band in de belangstelling ; zowel de BBC als de Franse televisie maakten opnamen van optredens, waarbij overigens Robert Wyatt steeds een gastrol vervulde. David Sinclair vertrok in januari 1973 en werd vervangen door Dave Stewart. In deze bezetting werden midden 1973 en begin 1974 studio-opnamen gemaakt, waarna een eerste (titelloos) album verscheen dat met name instrumentale nummers bevat. Alle bandleden droegen composities bij. Tijdens de opnamen werden ze bijgestaan door gastmuzikanten als Robert Wyatt en Geoff Leigh, en door The Northettes, de achtergrondzangeressen Amanda Parsons, Barbara Gaskin en Ann Rosenthal.
Eind 1974 werd nog een single opgenomen, die echter volkomen flopte. In 1975 ging het viertal weer de studio in voor de opnames van hun tweede album, "The Rotters' Club". Dit was tevens het laatste album van de band.

Na de opnamen voor dit album ging de groep uiteen, maar de leden van de groep bleven muziek maken en werkten nog regelmatig samen, bijvoorbeeld in 1977, toen Phil Miller, Dave Stewart en Pip Pyle alle drie meespeelden in National Health. In 1980 maakten Stewart en Pyle deel uit van Rapid Eye Movement.
De vier muzikanten waren in 1998 weer samen te horen op het soloalbum van Pip Pyle: "7 Year Itch", zij het dat ze niet tegelijk bij de opnamen aanwezig waren.
In 1990 kwam Hatfield and the North bijeen voor één televisieoptreden. Dave Stewart werd bij die gelegenheid vervangen door Sophia Domancich, een begaafde Franse jazz-pianiste maar van een heel andere school dan Stewart, waardoor de muziek de sfeer van de originele Hatfield niet kon benaderen.

In 2005 vond weer een reünie plaats, met een aantal optredens. In januari kwamen Stewart, Miller, Sinclair en Pyle bij elkaar; later werd Dave Stewart vervangen door Alex Maguire. De optredens werden enthousiast ontvangen en de band ging weer door. In 2005 en in 2006 trad de band op in Europa, maar ook in de VS, in Mexico en in Japan.
Het laatste optreden was in augustus 2006 in Feerwerd, op het fietsfestival in Groningen. Er waren contracten voor meer optredens, maar de onverwachte dood van Pip Pyle, een van de drijvende krachten van de groep, op 27 augustus 2006 maakte hier een einde aan.

## Bezetting
| Phil Miller      | gitaar                     |
| Pip Pyle         | drums                      |
| Richard Sinclair | zang, basgitaar            |
| Dave Stewart     | orgel en elektrische piano |

## Discografie
| 1974 | Hatfield and the North                                                    |
| 1975 | The Rotters’ Club                                                         |
| 1980 | Afters (een heruitgave van al het Hatfield-materiaal)                     |
| 2005 | Hatwise Choice (een uitgave van niet eerder uitgebracht archiefmateriaal) |

- Bibliothèque nationale de France: cb13903906d (data)
- International Standard Name Identifier: 0000 0001 2158 965X
- Library of Congress Control Number: n96009249
- MusicBrainz: 18283e97-41ed-40fb-8458-574ae420e405
- Nationale Bibliotheek van Israël: 987007317963605171
- Système universitaire de documentation: 15746637X
- Virtual International Authority File: 131482075